# Олександер Тетяна Пилипівна
Тетя́на Пили́півна Олександе́р (8 жовтня 1937, Харків — 14 травня 2011, Джілонґ, штат Вікторія, Австралія) — українська поетеса, журналістка, громадська діячка. Псевдонім — Таня Волошка.

## Життєпис
Народилася у Харкові.
З 1943 року в еміграції, перебувала в таборах для переміщених осіб в Німеччині.
У 1949 році емігрувала до Австралії, заочно здобула фах журналіста. Мешкала в Джілонґу. Вчителювала разом із сестрою Марією в українській школі, яку започаткував її батько
Друкувалася в періодичних виданнях Австралії та США.
Окремі її вірші поклали на музику М. Михайловський, Г. Корінь, Д. Мочняга.
Була засновницею та секретаркою першого юнацького відділення Спілки української молоді у Вікторії, культурно-освітньою референткою при Федеральній управі Союзу українок Австралії.

## Твори
- Волошка Тетяна. Вірші // Новий обрій. Альманах. — Мельбурн, 1999. — Ч. 11.